# Bian Que
Bian Que (chino: 扁鵲; 407 - 310 a. C.) fue una antigua figura china de la que tradicionalmente se dice que fue el primer médico chino conocido durante el periodo de los Reinos Combatientes. Se dice que su verdadero nombre era Qin Yueren (秦越人), pero sus habilidades médicas eran tan asombrosas que la gente le dio el mismo nombre que al legendario médico (original) Bian Que, de la época del Emperador Amarillo. Era oriundo del Estado de Qi.